# M. C. Gainey
M. C. Gainey, pseudonimo di Michael Connor Gainey (Jackson, 18 gennaio 1948), è un attore statunitense.

## Biografia
Debutta nel 1981 nel film di Herbert Ross Spiccioli dal cielo, in seguito attraverso tutti gli anni ottanta colleziona numerose partecipazioni a telefilm di successo come A-Team, Simon & Simon, Supercar e molti altri, costruendosi una carriera da caratterista, con cui dà vita spesso a persone del Sud degli Stati Uniti o criminali.
Per il cinema ha lavorato nei film The Fan - Il mito, Breakdown - La trappola, Con Air, Haunting - Presenze, Terminator 3 - Le macchine ribelli e molti altri. Nel 2005 è Rosco P. Coltrane in Hazzard. Dal 2005 al 2008 ottiene popolarità grazie al ruolo ricorrente di Tom nelle serie televisiva Lost, il ruolo che interpreta dalla fine della prima stagione fino alla fine della terza. Nel 2007 prende parte a tre film: Svalvolati on the road, Bobby Z, il signore della droga e Mr. Woodcock.

### Vita privata
Dal 2002 è sposato con Kim Novicki.

## Filmografia parziale

### Cinema
- Spiccioli dal cielo (Pennies from Heaven), regia di Herbert Ross (1981)
- Soul Man, regia di Steve Miner (1986)
- Un uomo innocente (An Innocent Man), regia di Peter Yates (1989)
- Stoffa da campioni (The Mighty Ducks), regia di Stephen Herek (1992)
- Vendesi miracolo (Leap of Faith) (1992)
- Geronimo (Geronimo: An American Legend), regia di Walter Hill (1993)
- La storia di Ruth, donna americana (Citizen Ruth), regia di Alexander Payne (1996)
- Faccia da bastardo (One Tough Bastard) (1996)
- The Fan - Il mito (The Fan), regia di Tony Scott (1996)
- Breakdown - La trappola (Breakdown), regia di Jonathan Mostow (1997)
- Con Air, regia di Simon West (1997)
- Superfusi di testa (Meet the Deedles) (1998)
- Happy, Texas, regia di Mark Illsley (1999)
- Haunting - Presenze (The Haunting), regia di Jan de Bont (1999)
- Diario di un'ossessione intima (Diary of a Sex Addict) (2001)
- The Country Bears - I favolorsi (The Country Bears), regia di Peter Hastings (2002)
- Fuga da Seattle (Highway), regia di James Cox (2002)
- Un ragazzo tutto nuovo (The New Guy), regia di Ed Decter (2002)
- The Cooler, regia di Wayne Kramer (2003)
- Terminator 3 - Le macchine ribelli (Terminator 3: Rise of the Machines), regia di Jonathan Mostow (2003)
- Wonderland, regia di James Cox (2003)
- Vacanze di sangue (Club Dread) (2004)
- Sideways - In viaggio con Jack (Sideways), regia di Alexander Payne (2004)
- Io, lei e i suoi bambini (Are We There Yet?), regia di Brian Levant (2005)
- Hazzard (The Dukes of Hazzard), regia di Jay Chandrasekhar (2005)
- Tripping Forward - Spacciatori per modelle (Tripping Forward) (2006)
- Relative Strangers - Aiuto! sono arrivati i miei (Relative Strangers), regia di Greg Glienna (2006)
- Svalvolati on the road (Wild Hogs), regia di Walt Becker (2007)
- Bobby Z - Il signore della droga (The Death and Life of Bobby Z), regia di John Herzfeld (2007)
- Mr. Woodcock (2007)
- A proposito di Steve (All About Steve), regia di Phil Traill (2009)
- Love Ranch, regia di Taylor Hackford (2009)
- Django Unchained, regia di Quentin Tarantino (2012)
- Stolen, regia di Simon West (2012)

### Televisione
- Dynasty – serie TV, 1 episodio (1981)
- Happy Days – serie TV, 1 episodio (1982)
- I ragazzi di padre Murphy (Father Murphy) – serie TV, 1 episodio (1982)
- L'uomo di Singapore (Bring 'Em Back Alive) – serie TV, 1 episodio (1982)
- Supercar (Knight Rider) – serie TV, 2 episodi (1982-1986)
- Walker Texas Ranger – serie TV, 2 episodi (1993-2000)
- Una vacanza di tutto... lavoro (Horse Sense), regia di Grag Beeman – film TV (1999)
- X-Files (The X-Files) – serie TV, episodio 18x08 (2001)
- CSI - Scena del crimine (CSI: Crime Scene Investigation) – serie TV, episodio 4x03 (2003)
- The Last Cowboy, regia di Joyce Chopra – film TV (2003)
- Desperate Housewives – serie TV, 1 episodio (2006)
- Bones – serie TV, 1 episodio (2008)
- Lost – serie TV, 18 episodi (2005-2008)
- E.R. - Medici in prima linea (ER) – serie TV, 1 episodio (2009)
- Life – serie TV , episodio 2x15 (2009)
- Happy Town – serie TV, 6 episodi (2010)
- Justified – serie TV, 6 episodi (2010-2011)
- Revolution – serie TV, 2 episodi (2014)
- The Mentalist – serie TV, 3 episodi (2010-2015)
- Kingdom – serie TV, 6 episodi (2014-2015)
- Outcast – serie TV, 8 episodi (2017)
- Riverdale – serie TV, 1 episodio (2018)

## Doppiatori italiani
Nelle versioni in italiano delle opere in cui ha recitato, M.C. Gainey è stato doppiato da:
- Giorgio Favretto in Con Air, Una vacanza di tutto... lavoro, X-Files
- Paolo Buglioni in Hazzard, Relative Strangers - Aiuto! Sono arrivati i miei, Il risolutore
- Gerolamo Alchieri in Lost, Happy Town, Riverdale
- Roberto Stocchi in The Country Bears - I favolorsi, Sideways - In viaggio con Jack
- Pierluigi Astore in Bobby Z - Il signore della droga, E.R. - Medici in prima linea
- Renzo Stacchi in Svalovolati on the road, Django Unchianed
- Ambrogio Colombo in Bones, Outcast
- Saverio Moriones in The Mentalist, Justified
- Roberto Draghetti in Un uomo innocente
- Pietro Biondi in Willy, il principe di Bel-Air
- Massimo Pizzirani in Vendesi miracolo
- Mauro Magliozzi in Breakdown - La trappola
- Angelo Nicotra in Happy, Texas
- Renato Mori in Criminal Minds
- Dario Penne in Wonderland
- Luciano De Ambrosis in Vacanze di sangue
- Claudio Fattoretto in Io, lei e i suoi bambini
- Carlo Baccarini in Desperate Housewives
- Saverio Indrio in A proposito di Steve
- Elio Zamuto in Cold Case - Delitti irrisolti
- Dario De Grassi in Burn Notice - Duro a morire
- Paolo Marchese in Enlightened - La nuova me
- Fabrizio Temperini in Stolen
- Giovanni Caravaglio in 9-1-1
- Pieraldo Ferrante in Bosch (ep. 5x03, 5x10)
- Massimo Milazzo in Bosch (ep. 6x01, 6x04, 6x07)
- Stefano De Sando in A Teacher: Una storia sbagliata

Da doppiatore è sostituito da: 
- Gerolamo Alchieri in Rapunzel - L'intreccio della torre, Rapunzel: La serie